# Сазоновка (Харьковская область)
Сазоновка (укр. Сазонівка) — село,
Шевченковский поселковый совет,
Шевченковский район,
Харьковская область.
Код КОАТУУ — 6325755107. Население по переписи 2001 года составляет 30 (14/16 м/ж) человек.

## Географическое положение
Село Сазоновка находится на расстоянии в 1 км от пересыхающей реки Баба (правый берег).
По селу протекает пересыхающий речей с запрудами.
На расстоянии в 1 км расположены сёла Раевка и Троицкое.

## История
- 1922 — дата основания.